# Lijst van Dancesmashes in 2021
Deze hits werden in 2021 Dancesmash op Radio 538.
| Nr.  | Bekendgemaakt op | Artiest                                                                   | Titel                                       | Hoogste positie in 538 Top 50               | Aantal Weken                                | Aantal Punten                               |
| ---- | ---------------- | ------------------------------------------------------------------------- | ------------------------------------------- | ------------------------------------------- | ------------------------------------------- | ------------------------------------------- |
| 1389 | 1 januari        | Purple Disco Machine & Sophie and the Giants                              | Hypnotized                                  | 12                                          | 22                                          | 609                                         |
| 1390 | 8 januari        | David Guetta ft. Kid Cudi                                                 | Memories 2021                               | Geen notering                               | 0                                           | 0                                           |
| 1391 | 15 januari       | Joel Corry                                                                | Lonely                                      | 39                                          | 3                                           | 26                                          |
| 1392 | 22 januari       | Silk City ft. Ellie Goulding                                              | New Love                                    | Geen notering                               | 0                                           | 0                                           |
| 1393 | 29 januari       | ATB, Topic & A7S                                                          | Your Love (9PM)                             | 8                                           | 26                                          | 751                                         |
| 1394 | 5 februari       | Martin Garrix ft. Tove Lo                                                 | Pressure                                    | 25                                          | 7                                           | 96                                          |
| 1395 | 12 februari      | Rita Ora x Imanbek x David Guetta ft. Gunna                               | Big                                         | 39                                          | 4                                           | 33                                          |
| 1396 | 19 februari      | Dimitri Vegas & Like Mike, DVBBS & Roy Woods                              | Too Much                                    | Geen notering                               | 0                                           | 0                                           |
| 1397 | 26 februari      | Showtek ft. Lxandra                                                       | Someone Like Me                             | Geen notering                               | 0                                           | 0                                           |
| 1398 | 5 maart          | Bebe Rexha                                                                | Sacrifice                                   | 39                                          | 4                                           | 43                                          |
| 1399 | 12 maart         | Dynoro & Outwork ft. Mr. Gee                                              | Elektro                                     | Geen notering                               | 0                                           | 0                                           |
| 1400 | 19 maart         | Lost Frequencies                                                          | Rise                                        | 6                                           | 22                                          | 651                                         |
| 1401 | 26 maart         | Lucas & Steve & Blackstreet                                               | No Diggity                                  | 20                                          | 6                                           | 131                                         |
| 1402 | 2 april          | Ofenbach ft. Lagique                                                      | Wasted Love                                 | 7                                           | 22                                          | 514                                         |
| 1403 | 9 april          | Majestic x Boney M.                                                       | Rasputin                                    | 2                                           | 17                                          | 526                                         |
| 1404 | 16 april         | Alesso & Armin van Buuren                                                 | Leave a Little Love                         | 32                                          | 6                                           | 69                                          |
| 1405 | 23 april         | Mike Williams                                                             | Get Dirty                                   | Geen notering                               | 0                                           | 0                                           |
| 1406 | 30 april         | Afrojack & David Guetta                                                   | Hero                                        | 3                                           | 28                                          | 881                                         |
| 1407 | 7 mei            | Fred again.. & The Blessed Madonna                                        | Marea (We've Lost Dancing)                  | 24                                          | 15                                          | 207                                         |
| 1408 | 14 mei           | Robin Schulz & Felix Jaehn ft. Alida                                      | One More Time                               | Geen notering                               | 0                                           | 0                                           |
| 1409 | 21 mei           | Galantis, David Guetta & Little Mix                                       | Heartbreak Anthem                           | 9                                           | 20                                          | 558                                         |
| 1410 | 28 mei           | DMNDS & Fallen Roses ft. Lujavo                                           | Calabria                                    | Geen notering                               | 0                                           | 0                                           |
| 1411 | 4 juni           | Sian Evans                                                                | Hide U (Tinlicker Remix)                    | Geen notering                               | 0                                           | 0                                           |
| 1412 | 11 juni          | Topic x Bebe Rexha                                                        | Chain My Heart                              | 31                                          | 5                                           | 67                                          |
| 1413 | 18 juni          | Dragonette, Sunnery James & Ryan Marciano & Cat Dealers ft. Bruno Martini | Summer Thing                                | Geen notering                               | 0                                           | 0                                           |
| 1414 | 25 juni          | Kream                                                                     | Take Control                                | Geen notering                               | 0                                           | 0                                           |
| 1415 | 2 juli           | Becky Hill & David Guetta                                                 | Remember                                    | 3                                           | 28                                          | 859                                         |
| 1416 | 9 juli           | Kungs                                                                     | Never Going Home                            | 4                                           | 20                                          | 538                                         |
| 1417 | 16 juli          | Sjaak                                                                     | Trompetisto                                 | 25                                          | 13                                          | 197                                         |
| 1418 | 23 juli          | Shouse                                                                    | Love Tonight (David Guetta Remix)           | 7                                           | 24                                          | 560                                         |
| 1419 | 30 juli          | Lost Frequencies & Calum Scott                                            | Where Are You Now                           | 3                                           | 34                                          | 873                                         |
| 1420 | 6 augustus       | Martin Garrix ft. G-Eazy & Sasha Alex Sloan                               | Love Runs Out                               | Geen notering                               | 0                                           | 0                                           |
| 1421 | 13 augustus      | Joel Corry & Jax Jones ft. Charli XCX & Saweetie                          | Out Out                                     | 25                                          | 11                                          | 151                                         |
| 1422 | 20 augustus      | Rain Radio & DJ Craig Gorman                                              | Talk About                                  | 21                                          | 16                                          | 236                                         |
| 1423 | 27 augustus      | Farruko                                                                   | Pepas                                       | 3                                           | 24                                          | 747                                         |
| 1424 | 3 september      | Riton & Raye                                                              | I Don't Want You                            | Geen notering                               | 0                                           | 0                                           |
| 1425 | 10 september     | Armin van Buuren & Davina Michelle                                        | Hold On                                     | 9                                           | 22                                          | 563                                         |
| 1426 | 17 september     | Gabry Ponte x LUM!X x Prezioso                                            | Thunder                                     | 4                                           | 27                                          | 894                                         |
| 1427 | 24 september     | Navos                                                                     | Believe Me                                  | 37                                          | 5                                           | 46                                          |
| 1428 | 1 oktober        | Afrojack, Lucas & Steve, DubVision                                        | Anywhere With You                           | 20                                          | 20                                          | 342                                         |
| 1429 | 8 oktober        | Kream & Millean ft. Bemendé                                               | What You've Done to Me                      | Geen notering                               | 0                                           | 0                                           |
| 1430 | 15 oktober       | Kygo ft. X Ambassadors                                                    | Undeniable                                  | 35                                          | 7                                           | 54                                          |
| 1431 | 22 oktober       | Swedish House Mafia & The Weeknd                                          | Moth to a Flame                             | 10                                          | 29                                          | 825                                         |
| 1432 | 29 oktober       | Kungs                                                                     | Lipstick                                    | 24                                          | 6                                           | 131                                         |
| 1433 | 5 november       | Acraze                                                                    | Do It to It                                 | 10                                          | 18                                          | 504                                         |
| 1434 | 12 november      | Tiësto & Ava Max                                                          | The Motto                                   | 1(9wk)                                      | 34                                          | 1230                                        |
| 1435 | 19 november      | New Hype                                                                  | Love Again                                  | Geen notering                               | 0                                           | 0                                           |
| 1436 | 26 november      | Ewan McVicar                                                              | Tell Me Something Good                      | 36                                          | 3                                           | 34                                          |
| 1437 | 3 december       | Purple Disco Machine ft. Tasita D'Mour                                    | Rise                                        | Geen notering                               | 0                                           | 0                                           |
| 1438 | 10 december      | Galantis x Lucas & Steve x ILIRA                                          | Alien                                       | Geen notering                               | 0                                           | 0                                           |
| -    | 17 december      | Geen Dancesmash gekozen vanwege Missie 538.                               | Geen Dancesmash gekozen vanwege Missie 538. | Geen Dancesmash gekozen vanwege Missie 538. | Geen Dancesmash gekozen vanwege Missie 538. | Geen Dancesmash gekozen vanwege Missie 538. |
| 1439 | 24 december      | Sam Feldt x Rita Ora                                                      | Follow Me                                   | 25                                          | 18                                          | 290                                         |
| 1440 | 31 december      | Alesso & Katy Perry                                                       | When I'm Gone                               | 10                                          | 23                                          | 571                                         |

1994 ·
1995 ·
1996 ·
1997 ·
1998 ·
1999 ·
2000 ·
2001 ·
2002 ·
2003 ·
2004 ·
2005 ·
2006 ·
2007 ·
2008 ·
2009 ·
2010 ·
2011 ·
2012 ·
2013 ·
2014 ·
2015 ·
2016 ·
2017 ·
2018 ·
2019 ·
2020 ·
2021 ·
2022 ·
2023 ·
2024 ·
2025